# Paullinia rugosa
Paullinia rugosa är en kinesträdsväxtart som beskrevs av George Bentham och Ludwig Radlkofer. Paullinia rugosa ingår i släktet Paullinia och familjen kinesträdsväxter. Inga underarter finns listade i Catalogue of Life.